# Il gatto a nove code
Il gatto a nove code é um filme Giallo de 1971, dirigido  e escrito por Dario Argento, com a música de Ennio Morricone e estrelando James Franciscus como Carlo Giordani, Karl Malden como Franco Arno e Catherine Spaak como Anna Terzi, o filme é produzido pelo pai do diretor, Salvatore Argento. Il Gatto a Nove Code é o segundo filme da Trilogia dos Animais, sendo que esse é precedido por L'Uccello dalle Piume di Cristallo e seguido por Quattro Mosche di Velluto Grigio . Todos os três filmes foram dirigidos por Argento e produzido por Salvatore Argento. Apesar de ser bem sucedido na Europa, tendo arrecadado ₤1,141,000,000 de um orçamento de $1,000,000, foi um fracasso nos Estados Unidos, e Argento admitiu no livro Broken Mirrors, Broken Minds: The Dark Dreams of Dario Argento que foi o filme com o qual ele menos ficou satisfeito, e o diretor sempre o cita como o seu filme menos favorito.

## Sinopse
Um repórter e um jornalista cego aposentado tentam resolver uma série de assassinatos conectados a experimentos secretos feitos por uma indústria farmacêutica. Os dois viram alvos do assassino.

## Produção
Ironicamente, foi por causa dos americanos que o filme foi feito. L'Uccello dalle Piume di Cristallo estava fazendo tanto sucesso nos Estados Unidos, que a USA National Genereal contactou a empresa Titanus (a prdutora que produzio L'uccello...), dizendo que L'Uccello... era amado por eles e que queriam imediatamente um outro filme de Argento e que a National General co-produziria o filme. A Titanus, no entanto, queria ter um elenco famoso nos EUA do que na Itália. Em particular, James Franciscus foi escolhido para participar no filme por causa do sucesso de Beneath the Planet of the Apes (De Volta ao Planeta dos Macacos), o precursor de Planet of the Apes.
As filmagens do filme começaram em 3 de Setembro de 1970 e terminaram em 29 de Outubro do mesmo ano. Devido a um problema com o distribuidor italiano, Goffredo Lombardo, o filme estrearia em Janeiro de 1971, mas acabou estreanda na Itália em 14 de Fevereiro de 1971. O filme saiu muito bem na arrecadação, tendo arrecadado duas vezes mais do que o seu antecessor.
Um final para o filme foi cortado. Essa cena se passaria depois do confronto dele com o assassino, que mostraria Giordani, personagem interpretado por James Franciscus, deitado numa maca e com muitas ataduras, e do lado dele estaria Anna (Catherine Spaak). Juntos, eles se reconciliaram. Mas, Luigi Cozzi (um amigo e colaborador de Argento), recomendou o diretor a cortar essa cena, e o final ficou como ele está.